# Ron Ashman
Ronald George "Ron" Ashman (19. maj 1926 - 21. juni 2004) var en engelsk fodboldspiller (angriber) og -træner. Han spillede hele 16 år for Norwich City, hvor han besidder rekorden for flest kampe, og var med til at vinde Liga Cuppen med klubben i 1962. Som træner stod han også i spidsen for Norwich, og havde også ophold hos Scunthorpe United og Grimsby.

## Titler
Football League Cup
- 1962 med Norwich City